# Centelles
Centellas (in catalano Centelles) è un comune spagnolo di 7 259 abitanti (2010) situato nella comunità autonoma della Catalogna.